# Ferdinand Radeck
Ferdinand Radeck (Spandau, nu: Berlijn, 30 december 1828 – ?, 21 september 1903) was een Pruisisch componist en militaire kapelmeester.

## Levensloop
Radeck werd na zijn militairmuzikale opleiding van 1854 tot 1867 kapelmeester van de Militaire kapel van het 6e Pruisische Grenadier-Regiment in Posen, nu: Poznań (Polen). Aldaar schreef hij in 1867 ook de overbekende Fridericus Rex Grenadiermarsch. In het trio gebruikt hij de tekst van de Ballade van Willibald Alexis (1798–1871) "Fridericus Rex" (Latijn: voor Frederik II van Pruisen).